# Barra Funda
Barra Funda is een gemeente in de Braziliaanse deelstaat Rio Grande do Sul. De gemeente telt 2.453 inwoners (schatting 2009).